# Bocchoris graphitalis
Bocchoris graphitalis là một loài bướm đêm trong họ Crambidae.